# Hasselbach (Taunus)
Hasselbach is een plaats in de Duitse gemeente Weilrod, deelstaat Hessen, en telt 976 inwoners (2007).